# جيلبرتو سوسا
جيلبرتو سوسا (بالإسبانية: Gilberto Sosa)‏ مواليد 23 سبتمبر 1960 في مدينة مكسيكو، هو ملاكم محترف مكسيكي سابق. سبق أن شارك في دورة الألعاب الأولمبية الصيفية سنة 1980. حقق الميدالية البرونزية في دورة الألعاب الأمريكية 1979.

## الميداليات
| الميدالية | المسابقة                    |
| --------- | --------------------------- |
| برونزية   | دورة الألعاب الأمريكية 1979 |

## روابط خارجية
- جيلبرتو سوسا على موقع أوليمبيديا (الإنجليزية)